# Doshman Kordeh
Doshman Kordeh (em persa: دشمن كرده) é uma aldeia do distrito rural de Dehgah, situada no condado de Astaneh-ye Ashrafiyeh, na província de Gilan, no Irã. Segundo o censo de 2006, sua população era de 378, em 116 famílias.